# Dalima apicata
Dalima apicata là một loài bướm đêm trong họ Geometridae.